# 南日本鹽業
南日本鹽業株式會社，為臺灣日治時期的鹽業公司，為大日本帝國因應戰時的工業用鹽需求，於1938年成立，本店位於臺南市。日治後期，與臺灣製鹽株式會社、鐘淵曹達株式會社為臺灣三大鹽業公司。戰後與臺灣製鹽合併為「臺南鹽業公司」，為臺鹽實業股份有限公司的前身。
南日本鹽業株式會社由大日本製鹽、臺灣製鹽、臺灣拓殖、共同出資成立。本店位於臺灣拓殖會社臺南支店的二樓，地址為臺南市清水町一丁目43番地，在布袋、北門、烏樹林、東京設有出張所，在臺北市設有事務所，並在布袋另設布袋工場。主要生產工業用鹽與其副產品，如鉀、鎂、溴的化合物。
| 職位       | 姓名       | 兼任                 |
| ---------- | ---------- | -------------------- |
| 取締役會長 | 中野友禮   | 日本曹達社長         |
| 取締役社長 | 一宮銀生   | 大日本製鹽社長       |
| 專務取締役 | 北西位佐久 | 大日本製鹽取締役     |
| 常務取締役 | 真田吉之助 |                      |
| 常務取締役 | 鈴木丸衛   |                      |
| 常務取締役 | 河越順市   |                      |
| 取締役     | 日下辰太   | 臺灣拓殖取締役       |
| 取締役     | 芝喜代二   | 大日本製鹽常務取締役 |
| 取締役     | 出澤鬼久太 | 臺灣製鹽取締役       |

## 所屬鹽田
- 布袋鹽田：1938年12月9日開工
- 北門鹽田：1938年12月26日開工
- 烏樹林鹽田：1938年12月27日開工